# 大霸山兰
大霸山兰（学名：Oreorchis bilamellata）为兰科山兰属下的一个种。

## 扩展阅读
- 維基物種上的相關：大霸山兰